# Communauté de communes de Carnières Sud
Pour les articles homonymes, voir Carnières.
La Communauté de communes de Carnières Sud est une ancienne communauté de communes française, située dans le département du Nord et la région Nord-Pas-de-Calais, arrondissement de Cambrai.
La fusion de la Communauté de communes l'Est Cambrésis et de la Communauté de communes de Carnières Sud a donné naissance à la Communauté de communes du Caudrésis.

## Composition
- Beauvois-en-Cambrésis
- Béthencourt
- Bévillers
- Boussières-en-Cambrésis
- Carnières
- Cattenières
- Estourmel
- Quiévy
- Saint-Aubert
- Saint-Hilaire-lez-Cambrai
- Wambaix

## Organisation

### Liste des présidents
| Identité          | Période | Période | Durée | Étiquette        |
| Identité          | Début   | Fin     | Durée | Étiquette        |
| ----------------- | ------- | ------- | ----- | ---------------- |
| Gérard Devaux (d) |         |         |       | Parti socialiste |